# Spiroxamine
Spiroxamine (ISO-naam) is een fungicide dat behoort tot stofklasse der  spiroketalamines. Het wordt gebruikt voor de bestrijding van schimmelziekten bij granen en op wijnstokken. De werking ervan berust op de ontregeling van de biosynthese van sterolen in de schimmels.
Spiroxamine wordt geproduceerd als een mengsel van twee stereosiomeren (diastereomeer A en B). Het is een olieachtige vloeistof met een zwakke, niet-kenmerkende geur.
Spiroxamine is ontwikkeld door Bayer en kwam in 1997 op de markt. Enkele handelsnamen van producten met spiroxamine zijn: Impulse, Prosper, Input Pro Set (in combinatie met prothioconazool), Milord en Pronto Plus (beide in combinatie met tebuconazool), en Falcon (in combinatie met tebuconazool en triadimenol).

## Regelgeving
Spiroxamine werd in 1999 toegelaten door de Europese Unie. De toelating liep aanvankelijk tot 1 september 2009, maar werd verlengd tot 31 december 2011.
In België is spiroxamine toegelaten voor schimmelbestrijdingen op granen (tarwe, gerst en spelt).

## Toxicologie en veiligheid
In dierproeven bleek spiroxamine gematigd toxisch bij ratten en muizen (zowel oraal, dermaal als bij inhalatie). Het is een matige irriterend voor de huid bij konijnen.